# Barraca IV (Ulldecona)
La Barraca IV és una obra d'Ulldecona (Montsià) inclosa a l'Inventari del Patrimoni Arquitectònic de Catalunya.

## Descripció
Barraca annexa a un marge, de planta arrodonida i amb la porta orientada cap al sud-oest. Té coberta de falsa volta feta per aproximació de filades. A la part de darrere té un segon mur que defineix una segona barraca, que està enderrocada, que estava coberta amb una estructura de fusta amb teules ceràmiques.